# متلازمة سابقة للحيض
المتلازمة السابقة للحيض أو التناذر السابق للطمث (اختصارًا PMS) هي مجموعة من الأعراض الجسدية والنفسية والعاطفية المرتبطة بحدوث الحيض لدى النساء. بالرغم من أن 80% من النساء في عمر الإنجاب يعانين من بعض أعراض هذه المتلازمة إلا أن التعريف الرسمي للمتلازمة يقتضي أن تكون الأعراض من الشدة بحيث تمنع المصابة من ممارسة أنشطة حياتها بشكل طبيعي.

## عوامل احتمال الإصابة
- الاستهلاك الزائد للكافيين.
- الكرب (الضغط النفسي)
- التدخين واستعمال منتوجات التبغ
- سوابق عائلية للإصابة بمتلازمة سابقة للحيض.
- الحساسية للمكسرات والأشجار والعشب
- عوامل غذائية (قلة تناول المغنيزيوم والمنغنيز وفيتامين E)

## أعراض المتلازمة السابقة للحيض
النسب الحقيقية لحدوث المتلازمة السابقة للحيض غير معروفة ولا توجد فحوص مخبرية لإثباتها أو نفيها كما أن كثيراً من النساء المصابات بها لا يراجعن الطبيب بشأنه ويفضلن معالجتها بشكل ذاتي، يسبب اضطراب ما قبل الطمث عند 3% إلى 8% من النساء الأمريكيات اضطرباً رئيسياً في إحدى مناحي الحياة اليومية على الأقل.

### ملامح المتلازمة السابقة للحيض
تنقسم إلى ثلاثة أنواع :
1. اضطرابات المزاج
2. اضطرابات السلوك
3. تغيرات بالوظيفة الجسمية

- تشمل اضطرابات المزاج تأرجح المزاج وسرعة الغضب والعدائية والاكتئاب والقلق والتعصيب وكثرة النسيان وتشوش الذهن والأرق.
- أما الاضطرابات السلوكية فمنها الولع بالسكريات وزيادة الأكل من كل أنواع الأطعمة والبكاء وضعف التركيز وزيادة شديدة بالحساسية من الضجيج.
- أما التغيرات البدنية الملاحظة فتشمل بعض ما يلي زيادة الوزن (و تعزى إلى زيادة الأكل المفاجئة أو بسبب احتباس الماء) والصداع وتوسع الحدقة والإرهاق العام والدوخة والنفخة وتورم الثديين مع زيادة الإحساس بالألم

و رغم أن هذه الأعراض جميعها قد تحدث في غير المتلازمة السابقة للحيض إلا أن ترافقها الدوري مع الدورة الطمثية هو سبب تسميتها كجزء من المتلازمة السابقة للحيض PMS، وفي دراسة على الفتيات في سن البلوغ ظهر أن أكثر الأعراض شيوعاً هو عاطفي سلبي يتجلى بتأرجح المزاج والشدة النفسية (الكرب) والتعصيب (النرفزة)، وكذلك زيادة حساسية الثدي للألم والنفخة البطنية والإرهاق العام والوذمة.

### أعراض جسدية
تتمثل الأعراض الجسدية في المتلازمة السابقة لحيض بمايلي:
- نفخة في البطن
- مغص بطني
- انتفاخ وألم في الثدي
- آلام العضلات والمفاصل
- صداع
- وهن
- تفاقم حب الشباب والآفات الجلدية والصدرية والحساسية (إن وجدت)

### أعراض نفسية
تتميز بمايلي
- الاكتئاب
- الإحساس بالعجز
- تجريم الذات
- الحزن المفاجئ
- فقد الاهتمام بالأنشطة التقليدية
- الكسل أو الإرهاق
- تغيرات الشهية والنهم للأطعمة
- اضطرابات النوم (الأرق أو زيادة النوم)
- التوتر وسرعة الغضب

و رغم أن هذه الأعراض جميعها قد تحدث في أمراض أخرى غير المتلازمة السابقة للحيض (كالاكتئاب مثلاً) إلا أن ترافقها الدوري مع الدورة الطمثية هو سبب تسميتها كجزء من تناذر ما قبل الطمث PMS، وفي دراسة على الفتيات في سن البلوغ ظهر أن أكثر الأعراض شيوعاً هو عاطفي سلبي يتجلى بتأرجح المزاج والشدة النفسية (الكرب) والتعصيب (النرفزة)، وكذلك زيادة حساسية الثدي للألم والنفخة البطنية والإرهاق
```
العام والوذمة.
```

و تتطلب معايير الاضطرابات الاكتئابية ما قبل الطمث حدوث مايلي في وقت واحد
- تواجد خمسة أعراض مما سبق
- أن يوجد أحدها خلال الأسبوع الذي يسبق الطمث ويتحسن بعد بداية الطمث ويختفي نهائياً في الأسبوع الذي يلي انتهاء الطمث.
- بالإضافة إلى ذلك؛ يجب أن تتداخل الأعراض بشكل واضح في مجال حياتي حيوي (مثلاً : الجنس أو المدرسة أو المهنة أو المجتمع).
- أن لا تكون الأعراض مما ينسب بشكل مستقل إلى اضطراب آخر كوجود مسبق لاكتئاب أو قلق.

## مدى شدة الأعراض
تتراوح شدة الأعراض من طرف تعاني فيه النساء تناذراً خفيفاً إلى طرف فيه نسبة قليلة من النساء تسبب لهن تعطلاً مهماً بسبب شدة الأعراض. وعرفت جمعية الطب النفسي الأمريكية الأعراض الشديدة لتناذر ما قبل الطمث في الطبعة الرابعة المنقحة من الدليل الإحصائي والتشخيصي للاضطرابات العقلية (بالإنجليزية: Diagnostic and Statistical Manual of Mental Disorders, Revised Fourth Edition (DSM-IV-R))‏ وسمتها PMDD كفئة فرعية تحت الاضطرابات الاكتئابية.
باستثناء الفتيات قبل البلوغ والنساء اللائي يئسن من الحيض فكل الإناث من كل الأعمار تعاني من إحدى الحالتين وعلى المريضة أن تحتفظ بسجل للأعراض لمدة دورتين متتاليتين أو أكثر لمساعدة الطبيب في التشخيص، تبدأ الأعراض قبل أسبوعين أو أقل من بداية الطمث ولكنها تتراجع عند بدايته أو خلال فترة يوم أو يومين من بدايته على الأكثر.

## التشخيص
لا توجد فحوص مخبرية لاثبات الإصابة بالمتلازمة السابقة للحيض أو نفيها، كما أن كثيراً من النساء المصابات بها لا يراجعن الطبيب بشأنه ويفضلن معالجتها بشكل ذاتي وبالتقريب فإن 40 % إلى 90% من النساء يعطين أعراضاً لتناذر ما قبل الطمث، ولكن 60% من هذه المجموعة لا تسبب لهن الأعراض تغيراً على الأنشطة اليومية ومعظم الأخرى ات تكون لديهن الأعراض شديدة نوعاً ما، يسبب اضطراب ما قبل الطمث عند 3% إلى 8% من النساء الأمريكيات اضطرباً رئيسياً في إحدى مناحي الحياة اليومية على الأقل.
لذى فإن الصورة السريرية ووجود الأعراض الجسدية والنفسية هي المفتاح للتشخيص.